# André (nome)
André é um prenome da onomástica da língua portuguesa de origem grega, bastante difundido em todo o mundo, em variantes diversas conforme o idioma. Excepcionalmente ocorre como sobrenome, como no francês Édouard-François André.

## Etimologia
André deriva do grego Άνδρέας [Ándreas], formado por άνήρ [aner], que significa "homem", e άνδρός [ándros], "do homem, relativo ao homem, másculo, varonil" - da família léxica de aner (anér), que significa "homem valoroso", e de andreia (andreia), que significa "valentia".
A forma patronímica Anderson (e variantes como Andersen) têm na sua etimologia o significado de "filho de André". No Brasil, sem controle oficial, muitas criancinhas são registradas com o prenome Anderson que, como visto, na verdade é um sobrenome.

## Histórico
É uma forma antroponímica seguramente de origem grega, já encontrada na obra Histórias, do sábio Heródoto, usual já 500 anos antes de Cristo.
Assim como Filipe (Φίλιππος, Filippos, "aficionado aos cavalos"), era um dos Discípulos de Jesus com nome grego.

### Apóstolo André
André, irmão de Pedro, foi um dos primeiros discípulos de Jesus, e um dos doze Apóstolos. De acordo com a lenda, foi crucificado numa cruz em formato de X. Este considerado santo é patrono da Polônia, da Escócia e da cidade de Patras, na Grécia, onde teria sido martirizado.

## Popularidade

### Austrália
Em 2000, o nome Andrew era o segundo nome mais popular na Austrália.  Em 1999, era o 19º nome mais comum,  enquanto em 1940, era o 31º nome mais comum.  Andrew foi o primeiro nome mais popular dado a meninos no Território do Norte em 2003 a 2015 e continuando.  Em Victoria, Andrew foi o primeiro nome mais popular para um garoto na década de 1970. 

### Canadá
Andrew foi o 20º nome mais popular escolhido para bebês do sexo masculino em 2005.  Andrew foi o 16º nome mais popular para bebês na Colúmbia Britânica em 2004,  o 17º nome mais popular em 2003,  e o 19º nome mais popular em 2002.  Em 2001, era o 18º nome mais comum.  De 1999 a 2003, Andrew foi o sexto nome escolhido com mais freqüência para um menino. 

### Estados Unidos
O décimo primeiro nome de bebê mais comum em 2006,  Andrew estava entre os dez nomes mais populares para bebês do sexo masculino em 2005.  Andrew foi a sexta escolha mais popular para um bebê masculino em 2004.  Em 2002 e 2001, Andrew foi o sétimo nome de bebê mais popular nos Estados Unidos.    Na década de 1980, Andrew foi a 19ª escolha mais popular de nome de bebê nos Estados Unidos.  Na década de 1970, era o 31º nome mais popular.  Desde a década de 1960, que remonta pelo menos até a década de 1880, Andrew não estava entre os quarenta nomes mais populares da América.         

## Formas do nome
As principais e mais habituais formas do prenome, são:
| Forma   | País                             |
| ------- | -------------------------------- |
| André   | Portugal, França, Brasil, Galiza |
| Andrés  | Espanha                          |
| Andrea  | Itália                           |
| Andreas | Alemanha                         |
| Andrei  | Rússia                           |
| Andrew  | Países de língua inglesa         |

### Variantes
Ander, Anderl, Anders, Andi, Andor, Andrä, András (HU), André (PT), Andrea, Andreia, Andree, Andrej, Andres, Andrés, Andrew (en), Andrejko, Andrjusz, Androsch, Andrzej (pl), Andy (en), Drees, Drewes, Driess (ndd.), Endrew, Rees, Res, Ondřej (cs), Ondra (cs), Ondrášek (cs), Andriy (uk), Antti (fi), Andrea (it), Andrés (es), Tresi, Andran, Dreesi, Andrews.

## Personalidades
- Com a forma André
  - Andre Agassi, André II da Hungria, André Frédéric Cournand, André Rebouças, André Franco Montoro, André Vidal de Negreiros, André Luiz (espírito), André Gide, André Romelle Young (Dr. Dre), André 3000, André Furtado de Mendonça, André Filho, André Le Nôtre, André Rizek, Andre Matos, André Felipe Ribeiro de Souza
- Outras
  - Anders Celsius, Andrei Gromiko, Andrei Tupolev, Andrea Bocelli, Andrea Doria, Andreas Vesalius, Andreas Papandreou, Andrew Jackson, Andrew Johnson.
- Sobrenomes
  - Julie Andrews, Ursula Andress, Hans Christian Andersen.